# Lachlan Shire
Koordinaten: 33° 3′ S, 147° 9′ O

Lachlan Shire ist ein lokales Verwaltungsgebiet (LGA) im australischen Bundesstaat New South Wales. Das Gebiet ist 14.968,3 km² groß und hat etwa 6.100 Einwohner.
Lachlan liegt im Zentrum des Staates in der Region Central West etwa 460 km westlich der Metropole Sydney und 300 km nordwestlich der australischen Hauptstadt Canberra. Das Gebiet umfasst 23 Ortsteile und Ortschaften: Albert, Boona Mount, Burcher, Condobolin, Curlew Waters, Fairholme, Fifield, Kiacatoo, Lake Cargelligo, Miamley, Murrin Bridge, Tottenham, Tullibigeal und Teile von Bobadah, Corinella, Derriwong, Euabalong, Naradhan, Ootha, Trundle, Tullamore, Ungarie und Warroo. Der Sitz des Shire Councils befindet sich in Condobolin im Zentrum der LGA, wo etwa 2.900 Einwohner leben.

## Verwaltung
Der Lachlan Shire Council hat 10 Mitglieder, die von den Bewohnern der fünf Wards gewählt werden (je zwei Councillor aus den Wards A bis E). Diese fünf Bezirke sind unabhängig von den Ortschaften festgelegt. Aus dem Kreis der Councillor rekrutiert sich auch der Mayor (Bürgermeister) des Councils.
Bis 2008 wurden noch drei Councillor pro Ward gewählt, also insgesamt 15 Councilmitglieder.